# Giovanni Galliani
Giovanni Galliani (Seregno, 18 settembre 1920 – ...) è stato un calciatore italiano, di ruolo portiere.

## Carriera
Dal 1939 fino al termine della stagione 1941-1942 ha giocato in Serie C con la maglia del Seregno, per poi trasferirsi al Cosenza nella stagione 1942-1943, in cui disputa 22 partite in terza serie.
Dopo la fine della guerra torna al Seregno come titolare nella stagione 1945-1946 nel campionato misto di Serie B e C. Nella stagione 1946-1947 gioca invece in Serie B, alternandosi tra i pali con Gianni Mattioni per un totale di 32 presenze.
Nella stagione 1947-1948 e nella stagione 1948-1949 fa ancora parte della rosa del Seregno in seconda serie, venendo utilizzato in alternativa allo stesso Mattioni e ad Angelo Mariani.